# Węglarek dębowy
Węglarek dębowy (Ropalopus clavipes) – gatunek chrząszcza z rodziny kózkowatych. Występuje w Europie, na wschód sięga aż do Uralu. Notowany w Iranie, Syrii i na Kaukazie. W Polsce rzadki.